# Fieberbrunn
Fieberbrunn är en ort och köpingskommun i distriktet Kitzbühel i förbundslandet Tyrolen i Österrike. Fieberbrunn anses som en snösäker vintersportort.